# Bryophilopsis curvifera
Bryophilopsis curvifera är en fjärilsart som beskrevs av George Francis Hampson 1912. Bryophilopsis curvifera ingår i släktet Bryophilopsis och familjen trågspinnare. Inga underarter finns listade i Catalogue of Life.